# 中国机关后勤 (杂志)
中国机关后勤，是由中国机关后勤杂志社出版的月刊。中国机关后勤杂志社是国家机关事务管理局直属事业单位。

## 简介
1996年，《中国机关后勤》（月刊）创刊，由国务院机关事务管理局、全国机关事务工作协会主管，是反映机关后勤工作的综合性刊物。本刊是社会了解中国机关后勤的窗口。
中国机关后勤杂志社主要负责编辑出版《中国机关后勤》杂志。内设编辑部、发行广告部。

## 历任领导
| 社长 - 刘广振（？—？） - 李黎（？—？） - 洪义举（？—） 副社长 - 孙援朝（？—？，兼总编辑） …… - 王敦正（？—） | 党支部书记 …… - 孙援朝（？—？，总编辑兼） …… 党支部副书记 …… - 杨文兵（？—？，副巡视员兼） …… | 总编辑 - 张升智（1996年—？） - 孙援朝（？—？） - 洪义举（？—？） - 胡江南（？—） 副总编辑 - 胡江南（？—？） …… |